# سيسيل غوردون
سيسيل غوردون (بالإنجليزية: Cecil Gordon)‏ هو سائق سيارة سباق أمريكي، ولد في 21 يونيو 1941 في Horse Shoe, North Carolina ‏ في الولايات المتحدة، وتوفي في 19 سبتمبر 2012 في ليكسينغتون في الولايات المتحدة بسبب سرطان.

## وصلات خارجية
- سيسيل غوردون على موقع Racing-Reference.info (الإنجليزية)